# جين ويلسون (رسامة)
جين ويلسون (بالإنجليزية: Jane Wilson)‏ هي رسامة أمريكية، ولدت في 1924، وتوفيت في 13 يناير 2015.